# Miradoux
Miradoux är en kommun i departementet Gers i regionen Occitanien i sydvästra Frankrike. Kommunen ligger i kantonen Miradoux som tillhör arrondissementet Condom. År 2022 hade Miradoux 532 invånare.

## Befolkningsutveckling
Antalet invånare i kommunen Miradoux
Referens:INSEE